# Joe Hill (1971)
Joe Hill ist eine schwedisch-amerikanische Filmbiografie, die 1971 vom renommierten schwedischen Regisseur Bo Widerberg inszeniert wurde. Der Film handelt vom Leben des Arbeiterführers und Songwriters Joe Hill.

## Handlung
Der Film schildert Hills Ankunft als armer Einwanderer in New York im Jahr 1902, sein Engagement bei den Industrial Workers of the World und seinen Prozess wegen Mordes, bei dem er sich selbst verteidigte.
Der Film zeigt Thommy Berggren in der Rolle des Joe Hill, während der Rest der Besetzung größtenteils Unbekannte in ihren ersten Filmrollen waren. Es ist der einzige Film, den Widerberg in den USA drehte.

## Veröffentlichung
Joe Hill hatte seine Uraufführung bei den Internationalen Filmfestspielen von Cannes im Mai 1971. In Schweden war die Premiere in den Kinos am 25. August 1971, in den koproduzierenden USA am 24. Oktober desselben Jahres. In der Bundesrepublik Deutschland wurde Joe Hill erstmals am 7. März 1972 in der ARD gezeigt, in der DDR am 29. September 1979 auf DFF 2.

## Auszeichnungen
Der Film gewann 1971 den Preis der Jury bei den Filmfestspielen in Cannes. Bei den British Academy Film Awards 1972 wurde Joe Hill für den United Nations Award nominiert.